# 애플 도스
애플 도스(Apple DOS)는 1978년부터 1983년 초까지의 애플 II 시리즈의 마이크로컴퓨터를 대상으로 하는 디스크 운영 체제의 한 계열이다. 1983년의 프로도스에 의해 대체되었다. 애플 도스는 3개의 주요 릴리스가 있다: 도스 3.1, 도스 3.2, 도스 3.3. 가장 잘 알려지고 가장 많이 사용된 버전은 1980년, 1983년 릴리스의 애플 도스 3.3이다. 애플 도스 3.1 릴리스 이전에 애플 사용자들은 데이터 저장과 검색을 위해 오디오 카세트 테이프에 의존해야 했으나 이 방식은 불편하고 신뢰하지 못한 것으로 간주되었다.

## 소스 코드 공개
2013년, 애플 II가 데뷔한지 35년이 흘러 오리지널 애플 도스 소스 코드가 컴퓨터 역사 박물관의 웹사이트에 공개되었다. 이 코드의 저자 Paul Laughton이 이 코드를 기부하였다.

## 같이 보기
- 애플 GS/OS
- 애플 프로도스